# Cercul roșu (film)
Cercul roșu (în franceză Le Cercle rouge) este un film polițist din 1970, regizat de Jean-Pierre Melville. Acțiunea filmului se desfășoară la Paris (Franța), iar din distribuție fac parte Alain Delon, Bourvil, Gian Maria Volonté și Yves Montand. Este probabil cel mai cunoscut prin secvența jafului, lungă de aproape o jumătate de oră.
Titlul „Cercul roșu" se referă la epigraful filmului care se traduce astfel: 
„Siddhartha Gautama, Buddha, a desenat un cerc cu o bucată de cretă roșie și a spus: «Când oamenii, chiar fără să-și da seama, trebuie să se întâlnească într-o zi, orice i s-ar întâmpla fiecăruia, indiferent de căile divergente, în ziua respectivă, ei vor veni împreună în mod inevitabil în cercul roșu.»”
De fapt, Buddha nu a spus așa ceva; Melville a alcătuit acest epigraf  așa cum a făcut-o și în filmul Samuraiul.

## Rezumat
După cinci ani de arest într-o închisoare din Marsilia, Corey este pe punctul de a fi eliberat atunci când, în ajunul plecării sale, un gardian de la închisoare îi propune o „afacere”. După ieșirea sa, Corey se grăbește să-și găsească pe unul dintre prieteni pe nume Rico, devenit amantul prietenei lui, pe care îl forțează să-i dea o sumă importantă de bani. Acesta din urmă apelează la doi complici pentru a-și recupera banii. Cei doi bărbați îl găsesc pe Corey jucând singur într-o sală de biliard, iar reglarea de conturi se încheie cu un schimb de focuri în care este ucis instantaneu unul dintre acoliți. Chiar înainte de a fi găsit, Corey (Delon) luat un tac și trasase cu o cretă roșie un cerc pe care-l umpluse cu bile înainte de a le dispersa.
Păstrându-și teancul de bani, el a cumpărat o frumoasă mașină Plymouth Fury III din 1966, pe care a observat-o în vitrina unui dealer auto, cu care el pornește la drum pentru a se întoarce la domiciliul său din arondismentul 16 al Parisului.
În acest timp, un răufăcător periculos pe nume Vogel este escortat de către comisarul Mattei de la Marsilia la Paris cu trenul de noapte. Scăpând de sub supravegherea comisarului, Vogel evadează sărind de pe fereastra trenului. El reușește să scape de focurile de armă trase de comisar, precum și de polițiștii care l-au urmărit cu câinii. După o fugă chinuitoare pe jos, el se oprește la un restaurant de pe marginea drumului (Relairoute) și intră în portbagajul neîncuiat al unei mașini, care se întâmpla să fie tocmai cea a lui Corey.
El devine prieten cu Corey, iar cei doi bărbați au decis să jefuiască un magazin de bijuterii din Place Vendôme, despre care Corey fusese informat de către gardianul închisorii. Pentru ca spargerea să reușească, ei apelează la complicitatea și mai ales abilitatea lui Jansen, un fost polițist devenit alcoolic, dar un trăgător excepțional. Această participare va fi inițial benefică pentru el căci îl va face să renunțe la băutură.
Cei trei sparg magazinul de bijuterii, trecând de toate sistemele de alarmă și imobilizând paznicul înarmat din interior. Scena jafului are o durată de 25 de minute, fiind una dintre cele mai lungi din filme; în acest interval nimeni nu spune niciun cuvânt. Analizând imaginile surprinse de camerele video, comisarul Mattei consideră că a fost o spargere perfectă. Dornic de răzbunare, Rico îi zădărnicește lui Corey încercările de a-și plasa marfa furată și dezvăluie poliției identitatea autorului spargerii. 
Comisarul Mattei se preface a fi un mafiot care dorește să cumpere marfa furată de Corey, iar acesta cade în plasa polițiștilor. Vogel intervine rapid și îl previne pe Corey că mafiotul este de fapt un polițist, apoi îi protejează fuga. Jansen intervine și el pentru a-i ajuta pe cei doi. Numărul mare de polițiști care participaseră la operațiunea sub acoperire duce la uciderea celor trei spărgători în schimburile de focuri.

## Distribuție
- Alain Delon - Corey
- Bourvil - comisarul Mattei
- Gian Maria Volonté - Vogel
- Yves Montand - Jansen
- Paul Amiot - inspectorul general al Poliției
- Pierre Collet - gardianul de la închisoare
- André Ekyan - Rico
- Jean-Pierre Posier - asistentul lui Mattei
- François Périer - Santi
- Jean-Marc Boris - fiul lui Santi
- Yvan Chiffre - un polițist
- Anna Douking - vechea prietenă a lui Corey
- Roger Fradet - un polițist
- Édouard Francomme - angajatul de la sala de biliard
- Jean-Pierre Janic - Paul, omul lui Rico
- Jacques Léonard - un polițist
- Jacques Leroy - un polițist
- Robert Rondo - un polițist

## Despre film
- Jean-Pierre Melville plănuise inițial o distribuție total diferită:
  - Lino Ventura - comisarul Mattei;
  - Paul Meurisse - Jansen;
  - Jean-Paul Belmondo - Vogel.
- Filmările au avut loc în perioada 26 ianuarie - 13 aprilie 1970.
- Secvența spargerii durează 25 de minute fără niciun dialog. De asemenea, primele șapte minute ale filmului nu au nici ele niciun dialog.
- Acesta este penultimul film al lui Bourvil, bolnav deja de boala Kahler, și este singurul film în care este trecut pe generic cu prenumele său: André Bourvil.
- O versiune regizorală a fost proiectată la 18 mai 2002 la Festivalul de Film de la Cannes.
- Un remake american, a cărei realizare i-a fost încredințată lui John Woo, era prevăzut să fie lansat în 2006, dar proiectul a fost abandonat.
- Automobilul Plymouth Fury III din 1966 folosit de Delon, ca și un Pontiac Firebird alb din 1969 care se vede parcat noaptea pe o stradă din Paris (arunci când spărgătorii jefuiesc magazinul de bijuterii), sunt automobilele personale ale lui Jean-Pierre Melville. El le va folosi și în filmul Un flic, în 1972.

## Recepție
Vincent Canby, într-o recenzie din 1993 la o versiune de 99 minute, dublată în engleză, a spus că filmul "poate deruta pe oricine care îl vede pentru prima dată"; potrivit lui Canby:
Deși sever tăiat, Cercul roșu nu evoluează uniform. El are un ritm deliberat pe măsură ce Melville montează povestea celor trei cunoștințe întâmplătoare care planifică și efectuează jefuirea unui magazin de bijuterii elegant, presupus inexpugnabil... Subestimată este metoda filmului, de la scenariul redus al lui Melville la interpretările celor trei actori principali îmbrăcați cu trenciuri, chiar și la imaginea fără sunet a lui Henri Decae, care este în culori, dar are efectul rece al celei în alb-negru.
Peter Bradshaw, într-o recenzie din 2003 la o redifuzare a unei versiuni de 102 minute, a numit filmul o "desfătare" și a remarcat că "Melville amestecă lumea chandlerescă după propria sa concepție cu realitatea franceză dură. Cu secvența sa întinsă de jaf tăcut, gesturile sale de film amintind de Rififi și cu gloanțele special modificate ale lui Montand, el anticipează filmul Ziua șacalului al lui Frederick Forsyth și techno-thriller-ul contemporan."
Regizorul John Woo din Hong Kong a scris un eseu pentru DVD-ul Criterion al Cercului roșu argumentând meritele filmului. Când filmul a fost relansat, Woo a fost "prezentator".

## Remake
Orlando Bloom urmează să joace rolul lui Corey (interpretat inițial de Alain Delon) în remake-ul care urmează să fie regizat de Johnnie To. Filmul este deja în preproducție cu Bloom învățând diferite tehnici de arte marțiale pentru a fi folosite în film. Filmările la Cercul roșu urmau să înceapă în Hong Kong în 2009. Potrivit IMDb, Chow Yun-Fat, Liam Neeson și Alain Delon sunt alte posibile staruri.
Cu toate acestea, filmul a fost plasat în așteptare de ceva timp din cauza unor probleme legate de buget.